# Mount Moriarty, Antarktis
Mount Moriarty är ett berg i Antarktis. Det ligger i Östantarktis. Nya Zeeland gör anspråk på området. Toppen på Mount Moriarty är 1 700 meter över havet, eller 293 meter över den omgivande terrängen. Bredden vid basen är 1,7 km.
Terrängen runt Mount Moriarty är kuperad norrut, men söderut är den bergig. Trakten är obefolkad. Det finns inga samhällen i närheten.